# Furacão Leslie (2012)
Furacão Leslie foi um ciclone tropical Atlântico que provocou efeitos pequenos nas Bermudas e nas Províncias atlânticas do Canadá em setembro de 2012. O décimo segundo ciclone tropical da temporada anual de furacões, o Furacão Leslie desenvolveu-se a partir duma onda tropical localizada a cerca de 1.500 milhas (2.400 km) ao leste das Ilhas de Sotavento em 30 de agosto. Cerca de doze horas depois, fortaleceu-se na Tempestade Tropical Leslie. Seguindo constantemente para oeste-noroeste, lentamente intensificou-se devido às condições apenas marginalmente favoráveis. Em 2 de setembro, a tempestade curvou-se para norte-noroeste, ao norte das Ilhas de Sotavento. Posteriormente, um padrão de bloqueio sobre as Províncias atlânticas do Canadá fez com que o Furacão Leslie ficasse à deriva durante quatro dias. No final de 5 de setembro, o Furacão Leslie foi atualizado para um furacão de Categoria 1. No entanto, devido ao seu movimento lento, a tempestade provocou um afloramento, que diminuiu a temperatura da superfície do mar, enfraquecendo o Furacão Leslie de volta a uma tempestade tropical em 7 de setembro.
A tempestade ficou à deriva até 9 de setembro, quando acelerou ao passar ao leste das Bermudas. Ventos relativamente fortes na ilha principal causaram centenas de quedas de energia e derrubaram galhos de árvores, postes elétricos e outros detritos. Ligeira re-intensificação ocorreu, com o Furacão Leslie tornando-se um furacão novamente, antes da transição para um ciclone extratropical perto de Terra Nova em 11 de setembro. Nas Províncias atlânticas do Canadá, a tempestade trouxe chuvas fortes para Nova Escócia e Terra Nova. Neste último, ocorreram inundações localizadas, especialmente nas partes ocidentais da província. Também em Terra Nova, ventos fortes provocados pelo Furacão Leslie arrancaram telhados, destruíram árvores e deixaram 45.000 casas sem energia. Além disso, uma casa parcialmente construída foi destruída e várias casas incompletas foram danificadas em Pouch Cove. No geral, o Furacão Leslie causou US$ 10,1 milhões (dólares de 2012) em danos e sem fatalidades.